# Патрик Вилан
Патрик Џејмс Вилан (енгл. Patrick James Whelan; око 1840. - 11. фебруар 1869) био је убица канадског политичара Томаса Дарсија Макгија.
Никада није са сигурношћу утврђено да је Вилан убио Макгија. Погубљен је у Хотелу Отава (који је у то време служио као затвор) 11. фебруара 1869..